# Родное (Полтавская область)
Родное (укр. Рідне; до 2025 года — Куновка) — село, Куновский сельский совет, Кобелякский район, Полтавская область, Украина.
Код КОАТУУ — 5321884401. Население по переписи 2001 года составляло 442 человека.
Является административным центром Куновского сельского совета, в который, кроме того, входят сёла Гали-Горбатки, Колесниковка, Лещиновка и Яблоновка.

## Географическое положение
Село Куновка находится на правом берегу реки Ворскла,
выше по течению на расстоянии в 0,5 км расположено село Лещиновка,
ниже по течению на расстоянии в 2 км расположен город Кобеляки,
на противоположном берегу — село Комаровка.

## История
- XVIII век — дата основания.

## Объекты социальной сферы
- Школа І—ІІ ст.
- Клуб.